# فاليري بلوتنيكوف
فاليري بلوتنيكوف (بالروسية: Валерий Викторович Плотников)‏ هو لاعب كرة قدم روسي في مركز الوسط، ولد في 12 يونيو 1962 في كاشيرا في روسيا. لعب مع توربيدو موسكو وروتور فولغوغراد وسيسكا موسكو ولوكوموتيف موسكو ونادي دنيبرو دنيبروبتروفسك ونادي ميتاليست خاركيف.

## وصلات خارجية
- فاليري بلوتنيكوف على موقع قاعدة بيانات كرة القدم.إي يو (الإنجليزية)
- فاليري بلوتنيكوف على موقع عالم كرة القدم.نت (الإنجليزية)